# Simon Richard
 (octobre 2012).
Si vous disposez d'ouvrages ou d'articles de référence ou si vous connaissez des sites web de qualité traitant du thème abordé ici, merci de compléter l'article en donnant les références utiles à sa vérifiabilité et en les liant à la section « Notes et références ».
Simon Richard (1320 † ~ 1381), dit Simonet Richard, est un  écuyer seigneur de Kerjean en Plestin-les-Grèves et capitaine de Lesneven.  
Il est l'un des combattants du combat des Trente.